# Smilisca baudinii
Smilisca baudinii är en groddjursart som först beskrevs av Duméril och Gabriel Bibron 1841.  Smilisca baudinii ingår i släktet Smilisca och familjen lövgrodor. IUCN kategoriserar arten globalt som livskraftig. Inga underarter finns listade i Catalogue of Life.